# Туристичка организација Ниш
Туристичка организација Ниш (ТОН), основана је 1995. године као служба чије су основне делатности израда програма развоја и унапређења туризма на подручју Ниша и Нишке Бање.

## Активности
Поље деловања ТОНа подразумева: 

- организовање информативно-пропагандне делатности (израда проспеката, туристичких мапа, постера, цд презентација, разгледница, сувенира и сл.),
- промоција туристичке понуде Ниша и Нишке Бање на туристичким берзама и сајмовима у земљи и иностранству као и организација информативних пунктова и центара.[1]

Осим што учествује на сајмовима, Туристичка организација Ниш је и организатор Међународног сајма туризма који се одржава већ 13. година у Нишу и окупља велики број излагача из области туризма, како из земље тако и из иностранства.

## Туристички инфо центри у Нишу
У оквиру Туристичке организације Ниш послују 4 туристичко - информативна центра у: Вождовој 7, Тврђави (Стамбол капија), Обреновићевој 38 и у Нишкој Бањи.
У информативним центрима можете:

- добити све информације везане за туризам града (цене смештаја у хотелима Нишу и Нишкој Бањи, радно време и цене улазница за музеје, цене изнајмљивања турстичких водича за разгледање града и сл.)
- добити бесплатне брошуре о Нишу и Нишкој Бањи
- купити разглединце Ниша и Нишке Бање
- купити план града Ниша
- купити књиге о туристичкој понуди града, археолошким налазиштима и историјским споменицима
- изабрати и купити неки од сувенира Ниша